# Torneo Clausura 2023 Serie B de México
El Torneo Clausura 2023 de la Serie B de México, parte de la Segunda División de México llamada oficialmente Liga Premier, fue el 49.º torneo de la competencia correspondiente a la LXXIII temporada de la categoría. Este torneo fue disputado por once equipos.

## Sistema de competición
El sistema de competición de este torneo se desarrolla en dos fases:
- Fase de calificación: que se integra por las 11 jornadas del torneo regular. Durante esta ronda se enfrentarán los integrantes en dos ocasiones.[1]
- Fase final: que se integrará por los partidos de ida y vuelta en rondas de  semifinal y final.[1]

### Fase de calificación
En la fase de calificación se observa el sistema de puntos. La ubicación en la tabla general está sujeta a lo siguiente:
- Por juego ganado se obtienen tres puntos (Si el visitante gana por diferencia de 2 o más goles se lleva el punto extra).
- Por juego empatado se obtiene un punto (en caso de empate a 2 o más goles se juegan en penales el punto extra).
- Por juego perdido no se otorgan puntos.

El orden de los clubes al final de la Fase de Calificación del torneo corresponderá a la suma de los puntos obtenidos por cada uno de ellos y se presentará en forma descendente. Si al finalizar las 11 jornadas del torneo, dos o más clubes estuviesen empatados en puntos, su posición en la Tabla general será determinada atendiendo a los siguientes criterios de desempate:
1. Mejor diferencia entre los goles anotados y recibidos.
2. Mayor número de goles anotados.
3. Marcadores particulares entre los Clubes empatados.
4. Mayor número de goles anotados como visitante.
5. Mejor ubicado en la Tabla general de cocientes.
6. Tabla Fair Play.
7. Sorteo.

Para determinar los lugares que ocuparán los clubes que participen en la fase final del torneo se tomará como base la Tabla General.
Participarán automáticamente por el título de Campeón de la Liga Premier Serie B los cuatro primeros lugares de la tabla general del torneo.

### Fase final
Previo a la ronda de cuartos de final, habrá una fase de reclasificación en la que participarán los clubes ubicados entre las posiciones 2 y 7 de la tabla general. Jugarán el 2 vs. el 7, el 3 vs. el 6 y el 4 vs. el 5,. Las eliminatorias se jugarán a un partido, en el estadio del club mejor ubicado en la tabla general. Los 3 clubes ganadores se reubicarán en los lugares del 2 al 4, según su posición en la tabla, para jugar la etapa de semifinales. El mejor equipo de la etapa regular se clasificará directamente a las semifinales.
Los cuatro clubes calificados para cada liguilla del torneo serán reubicados de acuerdo con el lugar que ocupen en la Tabla General al término de la jornada 11, con el puesto del número uno al club mejor clasificado, y así hasta el #4. Los partidos a esta fase se desarrollarán a visita, en las siguientes etapas:
- Semifinales
- Final

Los clubes vencedores en los partidos de Semifinal serán aquellos que en los dos juegos anoten el mayor número de goles. De existir empate en el número de goles anotados, la posición se definirá a favor del club con mayor cantidad de goles a favor cuando actúe como visitante.
Si una vez aplicado el criterio anterior los clubes siguieran empatados, se observará la posición de los clubes en la tabla de cocientes.
Los partidos correspondientes a la Fase final se jugarán obligatoriamente los días miércoles y sábado, y jueves y domingo eligiendo, en su caso, exclusivamente en forma descendente, los dos clubes mejor clasificados en la Tabla de cocientes al término de la jornada 11, el día y horario de su partido como local. Los siguientes dos clubes podrán elegir únicamente el horario.
El club vencedor de la Final y por lo tanto campeón, será aquel que en los dos partidos anote el mayor número de goles. Si al término del tiempo reglamentario el partido está empatado, se agregarán dos tiempos extras de 15 minutos cada uno. De persistir el empate en estos periodos, se procederá a lanzar tiros penales hasta que resulte un vencedor.
En las Semifinales participarán los cuatro clubes mejor clasificados en la tabla general del torneo, los participantes serán ordenados de acuerdo con su posición en la Tabla general al término de la jornada 11 del torneo, enfrentándose:
2° vs 3°
Disputarán el título de Campeón de la temporada los dos clubes vencedores de la fase semifinal correspondiente, reubicándolos del uno al dos, de acuerdo a su mejor posición en la Tabla general al término de las 11 jornadas del torneo.

## Equipos participantes

### Equipos por Entidad Federativa
Se muestran las localizaciones en mapa de equipos de la Serie B de México 2022-23. La entidad federativa con más clubes es el Estado de México con dos equipos.
| Entidad Federativa | N.º | Equipos                     |
| ------------------ | --- | --------------------------- |
| Estado de México   | 2   | Ciervos y Huracanes Izcalli |
| Ciudad de México   | 1   | Cañoneros                   |
| Coahuila           | 1   | Calor                       |
| Guerrero           | 1   | Chilpancingo                |
| Jalisco            | 1   | Mazorqueros                 |
| Michoacán          | 1   | Zitácuaro                   |
| Oaxaca             | 1   | Alebrijes                   |
| Puebla             | 1   | Atlético Angelópolis        |
| Quintana Roo       | 1   | Pioneros de Cancún          |
| Yucatán            | 1   | T'hó Mayas                  |

### Información sobre los equipos participantes
Lista de equipos participantes para la temporada 2022-2023 anunciada el 12 de julio de 2022.
| Equipo               | Entrenador          | Ciudad                               | Fundación      | Estadio                             | Capacidad | Filial              |
| -------------------- | ------------------- | ------------------------------------ | -------------- | ----------------------------------- | --------- | ------------------- |
| Alebrijes "B"        | Humberto Martínez   | Oaxaca, Oaxaca                       | 2013 (11 años) | Tecnológico de Oaxaca               | 14 598    | Alebrijes de Oaxaca |
| Atlético Angelópolis | Romero Quiroz       | Puebla, Puebla                       | 2020 (4 años)  | Unidad Deportiva Mario Vázquez Raña | 800       |                     |
| Calor                | Víctor Morales      | Monclova, Coahuila                   | 2001 (24 años) | Ciudad Deportiva Nora Leticia Rocha | 4 000     |                     |
| Cañoneros            | Edgar Jiménez       | Ciudad de México                     | 2012 (13 años) | Momoxco                             | 3 500     |                     |
| C.D. Chilpancingo    | Arturo Juárez       | Chilpancingo, Guerrero               | 1988 (37 años) | General Vicente Guerrero            | 5 000     |                     |
| Ciervos F.C.         | Jesús Téllez        | Chalco, Estado de México             | 2017 (7 años)  | Arreola                             | 3 217     |                     |
| Huracanes Izcalli    | Antonio Gutiérrez   | Cuautitlán Izcalli, Estado de México | 2021 (4 años)  | Hugo Sánchez Márquez                | 3 500     |                     |
| Mazorqueros          | Benny Ferreyra      | Ciudad Guzmán, Jalisco               | 2016 (9 años)  | Municipal Santa Rosa                | 4 000     | Atlético La Paz     |
| Pioneros de Cancún   | Enrique Vela        | Cancún, Quintana Roo                 | 1984 (41 años) | Olímpico Andrés Quintana Roo        | 17 289    | Cancún F. C.        |
| T'hó Mayas           | David Patiño        | Homún, Yucatán                       | 2022 (3 años)  | Hipólito Tzab                       | 600       |                     |
| Zitácuaro            | Mario Alberto Trejo | Heroica Zitácuaro, Michoacán         | 1995 (30 años) | Ignacio López Rayón                 | 10 000    |                     |

## Torneo regular
- El Calendario completo según la página oficial.
- Horarios en tiempo local.

| Jornada 1            | Jornada 1 | Jornada 1          | Jornada 1                | Jornada 1    | Jornada 1    | Jornada 1    | Jornada 1    | Jornada 1    |
| Local                | Resultado | Visitante          | Estadio                  | Fecha        | Hora         | Espectadores | Amonestado   | Expulsado    |
| -------------------- | --------- | ------------------ | ------------------------ | ------------ | ------------ | ------------ | ------------ | ------------ |
| Cañoneros            | 1 - 2     | Zitácuaro          | Momoxco                  | 7 de enero   | 11:00        | 100          | 2            | 0            |
| C.D. Chilpancingo    | 0 - 1     | Pioneros de Cancún | General Vicente Guerrero | 7 de enero   | 12:00        | 700          | 2            | 1            |
| Huracanes Izcalli    | 2 - 1     | Mazorqueros        | Hugo Sánchez Márquez     | 7 de enero   | 16:00        | 50           | 2            | 0            |
| Calor                | 1 - 0     | Alebrijes "B"      | C.D. Nora Leticia Rocha  | 7 de marzo   | 20:00        | 200          | 1            | 0            |
| Atlético Angelópolis | 2 - 3     | T'hó Mayas         | U.D. Mario Vázquez Raña  | 14 de marzo  | 12:00        | 50           | 5            | 0            |
| DESCANSO:            | DESCANSO: | DESCANSO:          | Ciervos F.C.             | Ciervos F.C. | Ciervos F.C. | Ciervos F.C. | Ciervos F.C. | Ciervos F.C. |

| Jornada 2          | Jornada 2 | Jornada 2            | Jornada 2              | Jornada 2   | Jornada 2 | Jornada 2    | Jornada 2  | Jornada 2 |
| Local              | Resultado | Visitante            | Estadio                | Fecha       | Hora      | Espectadores | Amonestado | Expulsado |
| ------------------ | --------- | -------------------- | ---------------------- | ----------- | --------- | ------------ | ---------- | --------- |
| T'hó Mayas         | 4 - 1     | Ciervos F.C.         | Hipólito Tzab          | 14 de enero | 16:00     | 100          | 2          | 0         |
| Mazorqueros        | 2 - 0     | Atlético Angelópolis | Municipal Santa Rosa   | 14 de enero | 16:30     | 500          | 0          | 0         |
| Pioneros de Cancún | 3 - 1     | Huracanes Izcalli    | O. Andrés Quintana Roo | 14 de enero | 17:00     | 200          | 4          | 0         |
| Alebrijes "B"      | 10 - 0    | Cañoneros            | Tecnológico de Oaxaca  | 14 de enero | 17:00     | 100          | 0          | 2         |
| Zitácuaro          | 1 - 1     | C.D. Chilpancingo    | Ignacio López Rayón    | 15 de enero | 12:00     | 100          | 3          | 0         |
| DESCANSO:          | DESCANSO: | DESCANSO:            | Calor                  | Calor       | Calor     | Calor        | Calor      | Calor     |

| Jornada 3            | Jornada 3 | Jornada 3          | Jornada 3                | Jornada 3     | Jornada 3  | Jornada 3    | Jornada 3  | Jornada 3  |
| Local                | Resultado | Visitante          | Estadio                  | Fecha         | Hora       | Espectadores | Amonestado | Expulsado  |
| -------------------- | --------- | ------------------ | ------------------------ | ------------- | ---------- | ------------ | ---------- | ---------- |
| C.D. Chilpancingo    | 2 - 1     | Alebrijes "B"      | General Vicente Guerrero | 21 de enero   | 15:00      | 400          | 6          | 1          |
| Huracanes Izcalli    | 1 - 1     | Zitácuaro          | Hugo Sánchez Márquez     | 21 de enero   | 16:00      | 40           | 1          | 1          |
| Mazorqueros          | 0 - 2     | T'hó Mayas         | Municipal Santa Rosa     | 21 de enero   | 16:30      | 500          | 3          | 0          |
| Calor                | 4 - 0     | Ciervos F.C.       | C.D. Nora Leticia Rocha  | 22 de febrero | 19:30      | 100          | 3          | 0          |
| Atlético Angelópolis | 0 - 1     | Pioneros de Cancún | U.D. Mario Vázquez Raña  | Suspendido    | Suspendido | Suspendido   | Suspendido | Suspendido |
| DESCANSO:            | DESCANSO: | DESCANSO:          | Cañoneros                | Cañoneros     | Cañoneros  | Cañoneros    | Cañoneros  | Cañoneros  |

| Jornada 4          | Jornada 4 | Jornada 4            | Jornada 4              | Jornada 4         | Jornada 4         | Jornada 4         | Jornada 4         | Jornada 4         |
| Local              | Resultado | Visitante            | Estadio                | Fecha             | Hora              | Espectadores      | Amonestado        | Expulsado         |
| ------------------ | --------- | -------------------- | ---------------------- | ----------------- | ----------------- | ----------------- | ----------------- | ----------------- |
| Ciervos F.C.       | 1 - 1     | Cañoneros            | Arreola                | 28 de enero       | 15:00             | 200               | 3                 | 1                 |
| T'hó Mayas         | 0 - 1     | Calor                | Hipólito Tzab          | 28 de enero       | 15:00             | 100               | 4                 | 0                 |
| Pioneros de Cancún | 0 - 1     | Mazorqueros          | O. Andrés Quintana Roo | 28 de enero       | 17:00             | 200               | 4                 | 0                 |
| Alebrijes "B"      | 1 - 0     | Huracanes Izcalli    | Tecnológico de Oaxaca  | 28 de enero       | 17:00             | 100               | 3                 | 0                 |
| Zitácuaro          | 7 - 0     | Atlético Angelópolis | Ignacio López Rayón    | 29 de enero       | 12:00             | 150               | 0                 | 0                 |
| DESCANSO:          | DESCANSO: | DESCANSO:            | C.D. Chilpancingo      | C.D. Chilpancingo | C.D. Chilpancingo | C.D. Chilpancingo | C.D. Chilpancingo | C.D. Chilpancingo |

| Jornada 5            | Jornada 5 | Jornada 5     | Jornada 5                | Jornada 5         | Jornada 5         | Jornada 5         | Jornada 5         | Jornada 5         |
| Local                | Resultado | Visitante     | Estadio                  | Fecha             | Hora              | Espectadores      | Amonestado        | Expulsado         |
| -------------------- | --------- | ------------- | ------------------------ | ----------------- | ----------------- | ----------------- | ----------------- | ----------------- |
| Atlético Angelópolis | 1 - 0     | Alebrijes "B" | U.D. Mario Vázquez Raña  | 3 de febrero      | 12:00             | 50                | 5                 | 1                 |
| Cañoneros            | 0 - 5     | Calor         | Momoxco                  | 4 de febrero      | 11:00             | 50                | 3                 | 0                 |
| C.D. Chilpancingo    | 2 - 1     | Ciervos F.C.  | General Vicente Guerrero | 4 de febrero      | 15:00             | 400               | 5                 | 0                 |
| Mazorqueros          | 0 - 0     | Zitácuaro     | Municipal Santa Rosa     | 4 de febrero      | 16:30             | 100               | 5                 | 1                 |
| Pioneros de Cancún   | 1 - 1     | T'hó Mayas    | Mario Villanueva Madrid  | 6 de febrero      | 21:00             | 150               | 5                 | 0                 |
| DESCANSO:            | DESCANSO: | DESCANSO:     | Huracanes Izcalli        | Huracanes Izcalli | Huracanes Izcalli | Huracanes Izcalli | Huracanes Izcalli | Huracanes Izcalli |

| Jornada 6     | Jornada 6 | Jornada 6          | Jornada 6               | Jornada 6            | Jornada 6            | Jornada 6            | Jornada 6            | Jornada 6            |
| Local         | Resultado | Visitante          | Estadio                 | Fecha                | Hora                 | Espectadores         | Amonestado           | Expulsado            |
| ------------- | --------- | ------------------ | ----------------------- | -------------------- | -------------------- | -------------------- | -------------------- | -------------------- |
| Calor         | 1 - 1     | C.D. Chilpancingo  | C.D. Nora Leticia Rocha | 10 de febrero        | 19:30                | 300                  | 5                    | 0                    |
| Ciervos F.C.  | 0 - 2     | Huracanes Izcalli  | Arreola                 | 11 de febrero        | 15:00                | 50                   | 4                    | 0                    |
| T'hó Mayas    | 2 - 0     | Cañoneros          | Hipólito Tzab           | 11 de febrero        | 15:00                | 150                  | 2                    | 0                    |
| Zitácuaro     | 0 - 1     | Pioneros de Cancún | Ignacio López Rayón     | 12 de febrero        | 11:00                | 200                  | 2                    | 0                    |
| Alebrijes "B" | 2 - 0     | Mazorqueros        | Tecnológico de Oaxaca   | 13 de febrero        | 20:00                | 100                  | 3                    | 0                    |
| DESCANSO:     | DESCANSO: | DESCANSO:          | Atlético Angelópolis    | Atlético Angelópolis | Atlético Angelópolis | Atlético Angelópolis | Atlético Angelópolis | Atlético Angelópolis |

| Jornada 7            | Jornada 7 | Jornada 7     | Jornada 7                | Jornada 7     | Jornada 7   | Jornada 7    | Jornada 7   | Jornada 7   |
| Local                | Resultado | Visitante     | Estadio                  | Fecha         | Hora        | Espectadores | Amonestado  | Expulsado   |
| -------------------- | --------- | ------------- | ------------------------ | ------------- | ----------- | ------------ | ----------- | ----------- |
| Atlético Angelópolis | 0 - 6     | Ciervos F.C.  | Club Alpha 3             | 17 de febrero | 12:00       | 100          | 1           | 0           |
| Huracanes Izcalli    | 2 - 1     | Calor         | Hugo Sánchez Márquez     | 18 de febrero | 12:00       | 100          | 8           | 1           |
| C.D. Chilpancingo    | 2 - 0     | Cañoneros     | General Vicente Guerrero | 18 de febrero | 15:00       | 700          | 4           | 0           |
| Pioneros de Cancún   | 0 - 0     | Alebrijes "B" | O. Andrés Quintana Roo   | 18 de febrero | 17:00       | 150          | 2           | 1           |
| Zitácuaro            | 0 - 3     | T'hó Mayas    | Ignacio López Rayón      | 19 de febrero | 12:00       | 80           | 4           | 0           |
| DESCANSO:            | DESCANSO: | DESCANSO:     | Mazorqueros              | Mazorqueros   | Mazorqueros | Mazorqueros  | Mazorqueros | Mazorqueros |

| Jornada 8     | Jornada 8 | Jornada 8            | Jornada 8               | Jornada 8          | Jornada 8          | Jornada 8          | Jornada 8          | Jornada 8          |
| Local         | Resultado | Visitante            | Estadio                 | Fecha              | Hora               | Espectadores       | Amonestado         | Expulsado          |
| ------------- | --------- | -------------------- | ----------------------- | ------------------ | ------------------ | ------------------ | ------------------ | ------------------ |
| Cañoneros     | 2 - 3     | Huracanes Izcalli    | Momoxco                 | 25 de febrero      | 11:00              | 100                | 2                  | 0                  |
| Ciervos F.C.  | 2 - 4     | Mazorqueros          | Arreola                 | 25 de febrero      | 15:00              | 100                | 2                  | 0                  |
| T'hó Mayas    | 1 - 0     | C.D. Chilpancingo    | Hipólito Tzab           | 25 de febrero      | 15:00              | 200                | 6                  | 0                  |
| Alebrijes "B" | 1 - 0     | Zitácuaro            | Tecnológico de Oaxaca   | 25 de febrero      | 17:00              | 100                | 1                  | 0                  |
| Calor         | 3 - 0     | Atlético Angelópolis | C.D. Nora Leticia Rocha | 25 de febrero      | 19:30              | 100                | 0                  | 0                  |
| DESCANSO:     | DESCANSO: | DESCANSO:            | Pioneros de Cancún      | Pioneros de Cancún | Pioneros de Cancún | Pioneros de Cancún | Pioneros de Cancún | Pioneros de Cancún |

| Jornada 9            | Jornada 9 | Jornada 9         | Jornada 9               | Jornada 9  | Jornada 9 | Jornada 9    | Jornada 9  | Jornada 9 |
| Local                | Resultado | Visitante         | Estadio                 | Fecha      | Hora      | Espectadores | Amonestado | Expulsado |
| -------------------- | --------- | ----------------- | ----------------------- | ---------- | --------- | ------------ | ---------- | --------- |
| Atlético Angelópolis | 1 - 2     | Cañoneros         | U.D. Mario Vázquez Raña | 3 de marzo | 12:00     | 30           | 8          | 0         |
| Huracanes Izcalli    | 2 - 3     | C.D. Chilpancingo | Hugo Sánchez Márquez    | 4 de marzo | 12:00     | 100          | 5          | 1         |
| Mazorqueros          | 1 - 2     | Calor             | Municipal Santa Rosa    | 4 de marzo | 16:30     | 200          | 4          | 1         |
| Pioneros de Cancún   | 6 - 0     | Ciervos F.C.      | O. Andrés Quintana Roo  | 4 de marzo | 17:00     | 500          | 5          | 0         |
| Alebrijes "B"        | 0 - 0     | T'hó Mayas        | Tecnológico de Oaxaca   | 4 de marzo | 18:30     | 100          | 7          | 0         |
| DESCANSO:            | DESCANSO: | DESCANSO:         | Zitácuaro               | Zitácuaro  | Zitácuaro | Zitácuaro    | Zitácuaro  | Zitácuaro |

| Jornada 10        | Jornada 10    | Jornada 10           | Jornada 10               | Jornada 10    | Jornada 10    | Jornada 10    | Jornada 10    | Jornada 10    |
| Local             | Resultado     | Visitante            | Estadio                  | Fecha         | Hora          | Espectadores  | Amonestado    | Expulsado     |
| ----------------- | ------------- | -------------------- | ------------------------ | ------------- | ------------- | ------------- | ------------- | ------------- |
| Calor             | 1 - 0         | Pioneros de Cancún   | C.D. Nora Leticia Rocha  | 10 de marzo   | 19:30         | 200           | 1             | 0             |
| Cañoneros         | 1 - 2         | Mazorqueros          | Momoxco                  | 11 de marzo   | 11:00         | 100           | 3             | 0             |
| Huracanes Izcalli | 1 - 1         | T'hó Mayas           | Hugo Sánchez Márquez     | 11 de marzo   | 12:00         | 100           | 1             | 1             |
| C.D. Chilpancingo | 1 - 2         | Atlético Angelópolis | General Vicente Guerrero | 11 de marzo   | 15:00         | 350           | 1             | 0             |
| Ciervos F.C.      | (3) 3 - 3 (5) | Zitácuaro            | Arreola                  | 11 de marzo   | 15:00         | 100           | 5             | 0             |
| DESCANSO:         | DESCANSO:     | DESCANSO:            | Alebrijes "B"            | Alebrijes "B" | Alebrijes "B" | Alebrijes "B" | Alebrijes "B" | Alebrijes "B" |

| Jornada 11           | Jornada 11    | Jornada 11        | Jornada 11              | Jornada 11  | Jornada 11 | Jornada 11   | Jornada 11 | Jornada 11 |
| Local                | Resultado     | Visitante         | Estadio                 | Fecha       | Hora       | Espectadores | Amonestado | Expulsado  |
| -------------------- | ------------- | ----------------- | ----------------------- | ----------- | ---------- | ------------ | ---------- | ---------- |
| Atlético Angelópolis | 2 - 1         | Huracanes Izcalli | U.D. Mario Vázquez Raña | 17 de marzo | 12:00      | 30           | 2          | 3          |
| Mazorqueros          | (3) 2 - 2 (4) | C.D. Chilpancingo | Municipal Santa Rosa    | 18 de marzo | 16:30      | 200          | 0          | 0          |
| Pioneros de Cancún   | 5 - 2         | Cañoneros         | O. Andrés Quintana Roo  | 18 de marzo | 17:00      | 200          | 3          | 0          |
| Alebrijes "B"        | 4 - 0         | Ciervos F.C.      | Tecnológico de Oaxaca   | 18 de marzo | 18:30      | 150          | 2          | 1          |
| Zitácuaro            | 1 - 1         | Calor             | Ignacio López Rayón     | 19 de marzo | 12:00      | 150          | 1          | 0          |
| DESCANSO:            | DESCANSO:     | DESCANSO:         | T'hó Mayas              | T'hó Mayas  | T'hó Mayas | T'hó Mayas   | T'hó Mayas | T'hó Mayas |

## Tabla General de Clasificación
| Pos. | Equipo               | Pts. | PJ | G | E | P | GF | GC | Dif. | Clasificación                 |
| ---- | -------------------- | ---- | -- | - | - | - | -- | -- | ---- | ----------------------------- |
| 1    | Calor                | 24   | 10 | 7 | 2 | 1 | 20 | 5  | +15  | Semifinales de la liguilla    |
| 2    | T'hó Mayas F.C.      | 23   | 10 | 6 | 3 | 1 | 17 | 6  | +11  | Reclasificación a la liguilla |
| 3    | Pioneros de Cancún   | 20   | 10 | 6 | 2 | 2 | 18 | 6  | +12  | Reclasificación a la liguilla |
| 4    | Alebrijes "B" (C)    | 17   | 10 | 5 | 2 | 3 | 19 | 4  | +15  | Reclasificación a la liguilla |
| 5    | C.D. Chilpancingo    | 15   | 10 | 4 | 3 | 3 | 14 | 12 | +2   | Reclasificación a la liguilla |
| 6    | Huracanes Izcalli    | 15   | 10 | 4 | 2 | 4 | 15 | 15 | 0    | Reclasificación a la liguilla |
| 7    | Mazorqueros F.C.     | 15   | 10 | 4 | 2 | 4 | 13 | 13 | 0    | Reclasificación a la liguilla |
| 8    | C.D.F. Zitácuaro     | 12   | 10 | 2 | 5 | 3 | 15 | 12 | +3   |                               |
| 9    | Atlético Angelópolis | 9    | 10 | 3 | 0 | 7 | 9  | 25 | −16  |                               |
| 10   | Ciervos F.C.         | 6    | 10 | 1 | 2 | 7 | 14 | 30 | −16  |                               |
| 11   | Cañoneros F.C.       | 4    | 10 | 1 | 1 | 8 | 9  | 33 | −24  |                               |

Actualizado a los partidos jugados el 19 de marzo de 2023.
 Fuente: Liga Premier FMF
Criterios de clasificación: Puntos · Diferencia de goles · Goles a favor · Cociente

#### Evolución de la clasificación
Fecha de actualización: 19 de marzo de 2023 
| Equipo / Jornada     | 01 | 02 | 03  | 04  | 05  | 06  | 07  | 08  | 09  | 10  | 11 |
| -------------------- | -- | -- | --- | --- | --- | --- | --- | --- | --- | --- | -- |
| Calor                | 6* | 8* | 8†  | 8†  | 4†  | 5†  | 7†  | 2*  | 2*  | 1   | 1  |
| T'hó Mayas           | 8* | 4* | 1*  | 3*  | 3*  | 2*  | 1*  | 1*  | 1*  | 2*  | 2  |
| Pioneros de Cancún   | 3  | 1  | 2*  | 1   | 1   | 1   | 2   | 3   | 3   | 3   | 3  |
| Alebrijes "B"        | 4* | 3* | 6*  | 4*  | 7*  | 3*  | 5*  | 5*  | 6*  | 5   | 4  |
| Chilpancingo         | 11 | 7  | 4   | 6   | 5   | 6   | 3   | 6   | 4   | 6   | 5  |
| Huracanes Izcalli    | 2  | 6  | 5   | 7   | 8   | 7   | 4   | 4   | 5   | 4   | 6  |
| Mazorqueros          | 10 | 5  | 7   | 5   | 6   | 8   | 8   | 7   | 7   | 7   | 7  |
| Zitácuaro            | 1  | 2  | 3   | 2   | 2   | 4   | 6   | 8   | 8   | 8   | 8  |
| Atlético Angelópolis | 5* | 9* | 9†  | 11* | 9*  | 9*  | 10* | 10* | 11* | 10* | 9  |
| Ciervos              | 7  | 10 | 10* | 9*  | 10* | 10* | 9*  | 9   | 9   | 9   | 10 |
| Cañoneros            | 9  | 11 | 11  | 10  | 11  | 11  | 11  | 11  | 10  | 11  | 11 |

- #: Indica la posición del equipo en su jornada de descanso.
- * Indica la posición del equipo con un partido pendiente.
- † Indica la posición del equipo con dos partidos pendientes.

## Liguilla
|  | Reclasificación          | Reclasificación          | Reclasificación          |                      |   | Semifinales                                              | Semifinales                                              | Semifinales                                              | Semifinales                                              | Semifinales                                              |  |   | Final                                                  | Final                                                  | Final                                                  | Final                                                  | Final                                                  |  |
|  | 25 y 26 de marzo de 2023 | 25 y 26 de marzo de 2023 | 25 y 26 de marzo de 2023 |                      |   | 1 de abril de 2023 (ida) 7 y 8 de abril de 2023 (vuelta) | 1 de abril de 2023 (ida) 7 y 8 de abril de 2023 (vuelta) | 1 de abril de 2023 (ida) 7 y 8 de abril de 2023 (vuelta) | 1 de abril de 2023 (ida) 7 y 8 de abril de 2023 (vuelta) | 1 de abril de 2023 (ida) 7 y 8 de abril de 2023 (vuelta) |  |   | 15 de abril de 2023 (ida) 22 de abril de 2023 (vuelta) | 15 de abril de 2023 (ida) 22 de abril de 2023 (vuelta) | 15 de abril de 2023 (ida) 22 de abril de 2023 (vuelta) | 15 de abril de 2023 (ida) 22 de abril de 2023 (vuelta) | 15 de abril de 2023 (ida) 22 de abril de 2023 (vuelta) |  |
|  |                          |                          |                          |                      |   |                                                          |                                                          |                                                          |                                                          |                                                          |  |   |                                                        |                                                        |                                                        |                                                        |                                                        |  |
|  |                          |                          |                          |                      |   |                                                          |                                                          |                                                          |                                                          |                                                          |  |   |                                                        |                                                        |                                                        |                                                        |                                                        |  |
|  |                          |                          |                          |                      |   |                                                          |                                                          |                                                          |                                                          |                                                          |  |   |                                                        |                                                        |                                                        |                                                        |                                                        |  |
|  |                          |                          |                          |                      |   |                                                          |                                                          |                                                          |                                                          |                                                          |  |   |                                                        |                                                        |                                                        |                                                        |                                                        |  |
|  |                          |                          |                          |                      |   |                                                          |                                                          |                                                          |                                                          |                                                          |  |   |                                                        |                                                        |                                                        |                                                        |                                                        |  |
|  |                          | 2                        | T'hó Mayas F.C. (*)      | 1                    | 0 | 1                                                        |                                                          |                                                          |                                                          |                                                          |  |   |                                                        |                                                        |                                                        |                                                        |                                                        |  |
|  |                          |                          |                          | 1                    | 0 | 1                                                        |                                                          |                                                          |                                                          |                                                          |  |   |                                                        |                                                        |                                                        |                                                        |                                                        |  |
|  |                          |                          | 3                        | Pioneros de Cancún   | 1 | 0                                                        | 1                                                        |                                                          |                                                          |                                                          |  |   |                                                        |                                                        |                                                        |                                                        |                                                        |  |
|  | 2                        | T'hó Mayas F.C.          | 3                        | Pioneros de Cancún   | 1 | 0                                                        | 1                                                        | 2                                                        |                                                          |                                                          |  |   |                                                        |                                                        |                                                        |                                                        |                                                        |  |
|  | 2                        | T'hó Mayas F.C.          |                          |                      |   |                                                          |                                                          |                                                          |                                                          |                                                          |  |   |                                                        |                                                        |                                                        |                                                        |                                                        |  |
|  | 7                        | Mazorqueros F.C.         | 0                        |                      |   |                                                          |                                                          |                                                          |                                                          |                                                          |  |   |                                                        |                                                        |                                                        |                                                        |                                                        |  |
|  | 7                        | Mazorqueros F.C.         | 0                        |                      |   |                                                          |                                                          |                                                          |                                                          |                                                          |  | 2 | T'hó Mayas F.C.                                        | 3                                                      | 1                                                      | 4                                                      |                                                        |  |
|  |                          |                          |                          |                      |   |                                                          |                                                          |                                                          |                                                          |                                                          |  | 2 | T'hó Mayas F.C.                                        | 3                                                      | 1                                                      | 4                                                      |                                                        |  |
|  |                          |                          | 4                        | Alebrijes "B" (t.s.) | 3 | 3                                                        | 6                                                        |                                                          |                                                          |                                                          |  |   |                                                        |                                                        |                                                        |                                                        |                                                        |  |
|  | 3                        | Pioneros de Cancún       | 4                        | Alebrijes "B" (t.s.) | 3 | 3                                                        | 6                                                        | 1                                                        |                                                          |                                                          |  |   |                                                        |                                                        |                                                        |                                                        |                                                        |  |
|  | 3                        | Pioneros de Cancún       |                          |                      |   |                                                          |                                                          |                                                          |                                                          |                                                          |  |   |                                                        |                                                        |                                                        |                                                        |                                                        |  |
|  | 6                        | Huracanes Izcalli        | 0                        |                      |   |                                                          |                                                          |                                                          |                                                          |                                                          |  |   |                                                        |                                                        |                                                        |                                                        |                                                        |  |
|  | 6                        | Huracanes Izcalli        | 0                        |                      | 1 | Calor                                                    | 0                                                        | 3                                                        | 3                                                        |                                                          |  |   |                                                        |                                                        |                                                        |                                                        |                                                        |  |
|  |                          |                          |                          |                      | 1 | Calor                                                    | 0                                                        | 3                                                        | 3                                                        |                                                          |  |   |                                                        |                                                        |                                                        |                                                        |                                                        |  |
|  |                          |                          | 4                        | Alebrijes "B"        | 3 | 2                                                        | 5                                                        |                                                          |                                                          |                                                          |  |   |                                                        |                                                        |                                                        |                                                        |                                                        |  |
|  | 4                        | Alebrijes "B"            | 4                        | Alebrijes "B"        | 3 | 2                                                        | 5                                                        | 2                                                        |                                                          |                                                          |  |   |                                                        |                                                        |                                                        |                                                        |                                                        |  |
|  | 4                        | Alebrijes "B"            |                          |                      |   |                                                          |                                                          |                                                          |                                                          |                                                          |  |   |                                                        |                                                        |                                                        |                                                        |                                                        |  |
|  | 5                        | C.D. Chilpancingo        | 1                        |                      |   |                                                          |                                                          |                                                          |                                                          |                                                          |  |   |                                                        |                                                        |                                                        |                                                        |                                                        |  |
|  | 5                        | C.D. Chilpancingo        | 1                        |                      |   |                                                          |                                                          |                                                          |                                                          |                                                          |  |   |                                                        |                                                        |                                                        |                                                        |                                                        |  |
|  |                          |                          |                          |                      |   |                                                          |                                                          |                                                          |                                                          |                                                          |  |   |                                                        |                                                        |                                                        |                                                        |                                                        |  |

(*) El equipo avanzó de ronda por su posición en la tabla

### Reclasificación
| 25 de marzo de 2023             | T'hó Mayas F.C.                  | 2:0 (1:0) | Mazorqueros F.C. | Campo Hipólito Tzab, Homún, Yucatán                                     |                                                                         |
| 15:00 (UTC -6)                  | C. González 25' · E. Mercado 49' | Reporte   |                  | Asistencia: 300 espectadores Árbitro(s): Adrián Jhonatan Del Ángel Olán | Asistencia: 300 espectadores Árbitro(s): Adrián Jhonatan Del Ángel Olán |
| T'hó Mayas avanzó a Semifinales |                                  |           |                  |                                                                         |                                                                         |

| 26 de marzo de 2023                     | Pioneros de Cancún | 1:0 (1:0) | Huracanes Izcalli | Estadio Olímpico Andrés Quintana Roo, Cancún, Quintana Roo                  |                                                                             |
| 17:00 (UTC -5)                          | R. Martínez 44'    | Reporte   |                   | Asistencia: 200 espectadores Árbitro(s): Fernando Alexander Cruz Garatachea | Asistencia: 200 espectadores Árbitro(s): Fernando Alexander Cruz Garatachea |
| Pioneros de Cancún avanzó a Semifinales |                    |           |                   |                                                                             |                                                                             |

| 25 de marzo de 2023                | Alebrijes "B"                 | 2:1 (2:0) | C.D. Chilpancingo | Estadio Tecnológico de Oaxaca, Oaxaca, Oaxaca                               |                                                                             |
| 18:30 (UTC -6)                     | E. Quezada 15' · K. Loera 37' | Reporte   | E. González 59'   | Asistencia: 700 espectadores Árbitro(s): Rosario Guadalupe Cárdenas Morales | Asistencia: 700 espectadores Árbitro(s): Rosario Guadalupe Cárdenas Morales |
| Alebrijes "B" avanzó a Semifinales |                               |           |                   |                                                                             |                                                                             |

### Semifinales
| 1 de abril de 2023 | Alebrijes "B"                                     | 3:0 (1:0) | Calor | Estadio Tecnológico de Oaxaca, Oaxaca, Oaxaca                            |                                                                          |
| 18:30 (UTC -6)     | K. Loera 20' · G. Manzanares 56' · L. Galicia 69' | Reporte   |       | Asistencia: 150 espectadores Árbitro(s): Jorge Alfonso Resendiz Espinoza | Asistencia: 150 espectadores Árbitro(s): Jorge Alfonso Resendiz Espinoza |

| 7 de abril de 2023              | Calor                                          | 3:2 (2:1) (Global 3:5) | Alebrijes "B"                    | Ciudad Deportiva Nora Leticia Rocha, Monclova, Coahuila          |                                                                  |
| 19:30 (UTC -6)                  | J. Robinson 2' · D. Cortez 33' · A. Crespo 85' | Reporte                | E. Lecourtois 13' · K. Loera 74' | Asistencia: 500 espectadores Árbitro(s): Julio César Gil Jiménez | Asistencia: 500 espectadores Árbitro(s): Julio César Gil Jiménez |
| Alebrijes "B" avanzó a la Final |                                                |                        |                                  |                                                                  |                                                                  |

| 1 de abril de 2023 | Pioneros de Cancún | 1:1 (1:0) | T'hó Mayas F.C.  | Estadio Olímpico Andrés Quintana Roo, Cancún, Quintana Roo              |                                                                         |
| 18:00 (UTC -5)     | J. Reynoso 35'     | Reporte   | C. Rodríguez 78' | Asistencia: 800 espectadores Árbitro(s): Adrián Jhonatan del Ángel Olán | Asistencia: 800 espectadores Árbitro(s): Adrián Jhonatan del Ángel Olán |

| 8 de abril de 2023                                    | T'hó Mayas F.C. | 0:0 (Global 1:1) | Pioneros de Cancún | Campo Hipólito Tzab, Homún, Yucatán                                         |                                                                             |
| 15:00 (UTC -6)                                        |                 | Reporte          |                    | Asistencia: 1 000 espectadores Árbitro(s): Alan Cristobal Rodríguez Cancino | Asistencia: 1 000 espectadores Árbitro(s): Alan Cristobal Rodríguez Cancino |
| T'hó Mayas avanzó a la final por posición en la tabla |                 |                  |                    |                                                                             |                                                                             |

### Final
| 15 de abril de 2023 | Alebrijes "B"                                 | 3:3 (0:1) | T'hó Mayas F.C.                               | Estadio Tecnológico de Oaxaca, Oaxaca, Oaxaca                  |                                                                |
| 18:30 (UTC -6)      | A. León 49' · E. Quezada 62' · L. Galicia 86' | Reporte   | C. González 16' · J. Méndez 56' · F. Lara 68' | Asistencia: 3 000 espectadores Árbitro(s): Héctor Morales Leal | Asistencia: 3 000 espectadores Árbitro(s): Héctor Morales Leal |

| 22 de abril de 2023                            | T'hó Mayas F.C. | 1:3 (0:1, 0:1) (t. s.)(Global 4:6) | Alebrijes "B"                              | Estadio Carlos Iturralde Rivero, Mérida, Yucatán                            |                                                                             |
| 16:00 (UTC -6)                                 | S. Ramírez 65'  | Reporte                            | A. León 37' · J. Ochoa 94' · K. Loera 109' | Asistencia: 2 000 espectadores Árbitro(s): Alan Cristóbal Rodríguez Cancino | Asistencia: 2 000 espectadores Árbitro(s): Alan Cristóbal Rodríguez Cancino |
| Alebrijes "B" Campeón del Torneo Clausura 2023 |                 |                                    |                                            |                                                                             |                                                                             |

##### Final - Ida
| 125   | POR   | Esteban Lecourtois |     |
| 81    | DEF   | Adrián Vázquez     |     |
| 85    | DEF   | Luis Galicia       |     |
| 90    | DEF   | Víctor Reyes       | 30' |
| 83    | DEF   | Noé Sánchez        | 89' |
| 88    | MED   | José Padilla       |     |
| 106   | MED   | Gandhi Manzanares  | 30' |
| 110   | MED   | Francisco Hurtado  |     |
| 141   | DEL   | Emmanuel Quezada   | 75' |
| 91    | DEL   | Armando León       |     |
| 99    | DEL   | Kevin Loera        |     |
| D. T. | D. T. | Humberto Martínez  |     |

| 35    | POR   | Carlos Fuente    |     |
| 21    | DEF   | Jesús Méndez     |     |
| 36    | DEF   | Aran Calderón    |     |
| 25    | DEF   | Emmanuel Perera  |     |
| 21    | MED   | Jesús Méndez     | 89' |
| 5     | MED   | Carlos Rodríguez |     |
| 12    | MED   | Simón Rodríguez  | 75' |
| 15    | MED   | Guillermo Durán  |     |
| 17    | DEL   | Carlos González  | 83' |
| 9     | DEL   | Saúl Ramírez     |     |
| 11    | DEL   | Marco Rincón     |     |
| D. T. | D. T. | David Patiño     |     |

| 96  | Centrocampista | Bryan García    | 30' |
| 127 | Defensa        | Julián Zaragoza | 30' |
| 111 | Centrocampista | José Ochoa      | 75' |
| 87  | Centrocampista | Manuel Rodelo   | 89' |

| 3  | Defensa        | Luis Cauich   | 75' |
| 10 | Centrocampista | Sergio Tinoco | 83' |
| 8  | Defensa        | Gustavo Balam | 89' |

| 49' · 61' · 86' | Armando León Emmanuel Quezada Luis Galicia | 1:1 2:2 3:3 |

| 16' · 56' · 68' | Carlos González Jesús Méndez Fabricio Lara | 0:1 1:2 2:3 |

| 21' · 53' · 72' · 92' | Noé Sánchez José Padilla Emmanuel Quezada Adrián Vázquez |

| 53' · 60' | Emmanuel Perera Aran Calderón |

| Principal  | Héctor Morales Leal              |
| Asistentes | Mario Edson Barrera Sánchez      |
|            | Emmanuel Martínez Madera         |
| Cuarto     | Fernando Alexis Portillo Botello |

| Alineación inicial |

| 125   | POR   | Esteban Lecourtois |     |
| 81    | DEF   | Adrián Vázquez     |     |
| 85    | DEF   | Luis Galicia       |     |
| 90    | DEF   | Víctor Reyes       | 30' |
| 83    | DEF   | Noé Sánchez        | 89' |
| 88    | MED   | José Padilla       |     |
| 106   | MED   | Gandhi Manzanares  | 30' |
| 110   | MED   | Francisco Hurtado  |     |
| 141   | DEL   | Emmanuel Quezada   | 75' |
| 91    | DEL   | Armando León       |     |
| 99    | DEL   | Kevin Loera        |     |
| D. T. | D. T. | Humberto Martínez  |     |

| 35    | POR   | Carlos Fuente    |     |
| 21    | DEF   | Jesús Méndez     |     |
| 36    | DEF   | Aran Calderón    |     |
| 25    | DEF   | Emmanuel Perera  |     |
| 21    | MED   | Jesús Méndez     | 89' |
| 5     | MED   | Carlos Rodríguez |     |
| 12    | MED   | Simón Rodríguez  | 75' |
| 15    | MED   | Guillermo Durán  |     |
| 17    | DEL   | Carlos González  | 83' |
| 9     | DEL   | Saúl Ramírez     |     |
| 11    | DEL   | Marco Rincón     |     |
| D. T. | D. T. | David Patiño     |     |

| 96  | Centrocampista | Bryan García    | 30' |
| 127 | Defensa        | Julián Zaragoza | 30' |
| 111 | Centrocampista | José Ochoa      | 75' |
| 87  | Centrocampista | Manuel Rodelo   | 89' |

| 3  | Defensa        | Luis Cauich   | 75' |
| 10 | Centrocampista | Sergio Tinoco | 83' |
| 8  | Defensa        | Gustavo Balam | 89' |

| 49' · 61' · 86' | Armando León Emmanuel Quezada Luis Galicia | 1:1 2:2 3:3 |

| 16' · 56' · 68' | Carlos González Jesús Méndez Fabricio Lara | 0:1 1:2 2:3 |

| 21' · 53' · 72' · 92' | Noé Sánchez José Padilla Emmanuel Quezada Adrián Vázquez |

| 53' · 60' | Emmanuel Perera Aran Calderón |

| Principal  | Héctor Morales Leal              |
| Asistentes | Mario Edson Barrera Sánchez      |
|            | Emmanuel Martínez Madera         |
| Cuarto     | Fernando Alexis Portillo Botello |

| Alineación inicial |

| 125   | POR   | Esteban Lecourtois |     |
| 81    | DEF   | Adrián Vázquez     |     |
| 85    | DEF   | Luis Galicia       |     |
| 90    | DEF   | Víctor Reyes       | 30' |
| 83    | DEF   | Noé Sánchez        | 89' |
| 88    | MED   | José Padilla       |     |
| 106   | MED   | Gandhi Manzanares  | 30' |
| 110   | MED   | Francisco Hurtado  |     |
| 141   | DEL   | Emmanuel Quezada   | 75' |
| 91    | DEL   | Armando León       |     |
| 99    | DEL   | Kevin Loera        |     |
| D. T. | D. T. | Humberto Martínez  |     |

| 35    | POR   | Carlos Fuente    |     |
| 21    | DEF   | Jesús Méndez     |     |
| 36    | DEF   | Aran Calderón    |     |
| 25    | DEF   | Emmanuel Perera  |     |
| 21    | MED   | Jesús Méndez     | 89' |
| 5     | MED   | Carlos Rodríguez |     |
| 12    | MED   | Simón Rodríguez  | 75' |
| 15    | MED   | Guillermo Durán  |     |
| 17    | DEL   | Carlos González  | 83' |
| 9     | DEL   | Saúl Ramírez     |     |
| 11    | DEL   | Marco Rincón     |     |
| D. T. | D. T. | David Patiño     |     |

| 96  | Centrocampista | Bryan García    | 30' |
| 127 | Defensa        | Julián Zaragoza | 30' |
| 111 | Centrocampista | José Ochoa      | 75' |
| 87  | Centrocampista | Manuel Rodelo   | 89' |

| 3  | Defensa        | Luis Cauich   | 75' |
| 10 | Centrocampista | Sergio Tinoco | 83' |
| 8  | Defensa        | Gustavo Balam | 89' |

| 49' · 61' · 86' | Armando León Emmanuel Quezada Luis Galicia | 1:1 2:2 3:3 |

| 16' · 56' · 68' | Carlos González Jesús Méndez Fabricio Lara | 0:1 1:2 2:3 |

| 21' · 53' · 72' · 92' | Noé Sánchez José Padilla Emmanuel Quezada Adrián Vázquez |

| 53' · 60' | Emmanuel Perera Aran Calderón |

| Principal  | Héctor Morales Leal              |
| Asistentes | Mario Edson Barrera Sánchez      |
|            | Emmanuel Martínez Madera         |
| Cuarto     | Fernando Alexis Portillo Botello |

| Alineación inicial |

| 125   | POR   | Esteban Lecourtois |     |
| 81    | DEF   | Adrián Vázquez     |     |
| 85    | DEF   | Luis Galicia       |     |
| 90    | DEF   | Víctor Reyes       | 30' |
| 83    | DEF   | Noé Sánchez        | 89' |
| 88    | MED   | José Padilla       |     |
| 106   | MED   | Gandhi Manzanares  | 30' |
| 110   | MED   | Francisco Hurtado  |     |
| 141   | DEL   | Emmanuel Quezada   | 75' |
| 91    | DEL   | Armando León       |     |
| 99    | DEL   | Kevin Loera        |     |
| D. T. | D. T. | Humberto Martínez  |     |

| 35    | POR   | Carlos Fuente    |     |
| 21    | DEF   | Jesús Méndez     |     |
| 36    | DEF   | Aran Calderón    |     |
| 25    | DEF   | Emmanuel Perera  |     |
| 21    | MED   | Jesús Méndez     | 89' |
| 5     | MED   | Carlos Rodríguez |     |
| 12    | MED   | Simón Rodríguez  | 75' |
| 15    | MED   | Guillermo Durán  |     |
| 17    | DEL   | Carlos González  | 83' |
| 9     | DEL   | Saúl Ramírez     |     |
| 11    | DEL   | Marco Rincón     |     |
| D. T. | D. T. | David Patiño     |     |

| 96  | Centrocampista | Bryan García    | 30' |
| 127 | Defensa        | Julián Zaragoza | 30' |
| 111 | Centrocampista | José Ochoa      | 75' |
| 87  | Centrocampista | Manuel Rodelo   | 89' |

| 3  | Defensa        | Luis Cauich   | 75' |
| 10 | Centrocampista | Sergio Tinoco | 83' |
| 8  | Defensa        | Gustavo Balam | 89' |

| 49' · 61' · 86' | Armando León Emmanuel Quezada Luis Galicia | 1:1 2:2 3:3 |

| 16' · 56' · 68' | Carlos González Jesús Méndez Fabricio Lara | 0:1 1:2 2:3 |

| 21' · 53' · 72' · 92' | Noé Sánchez José Padilla Emmanuel Quezada Adrián Vázquez |

| 53' · 60' | Emmanuel Perera Aran Calderón |

| Principal  | Héctor Morales Leal              |
| Asistentes | Mario Edson Barrera Sánchez      |
|            | Emmanuel Martínez Madera         |
| Cuarto     | Fernando Alexis Portillo Botello |

| Alineación inicial |

##### Final - Vuelta
| 35    | POR   | Carlos Fuentes   |     |
| 21    | DEF   | Jesús Méndez     | 89' |
| 29    | DEF   | Jesús Moreno     |     |
| 36    | DEF   | Aran Calderón    |     |
| 5     | MED   | Carlos Rodríguez | 62' |
| 15    | MED   | Guillermo Durán  |     |
| 28    | MED   | Fabricio Lara    | 78' |
| 25    | MED   | Emmanuel Perera  | 42' |
| 11    | DEL   | Marco Rincón     |     |
| 17    | DEL   | Carlos González  |     |
| 9     | DEL   | Saúl Ramírez     |     |
| D. T. | D. T. | David Patiño     |     |

| 125   | POR   | Esteban Lecourtois |     |
| 81    | DEF   | Adrián Vázquez     |     |
| 83    | DEF   | Noé Sánchez        |     |
| 85    | DEF   | Luis Galicia       |     |
| 88    | MED   | José Padilla       | 89' |
| 96    | MED   | Bryan García       | 50' |
| 106   | MED   | Ghandi Manzanares  |     |
| 110   | MED   | Francisco Hurtado  | 89' |
| 141   | MED   | Emmanuel Quezada   |     |
| 91    | DEL   | Armando León       |     |
| 99    | DEL   | Kevin Loera        | 89' |
| D. T. | D. T. | Humberto Martínez  |     |

| 12 | Centrocampista | Simón Rodríguez | 42' |
| 10 | Centrocampista | Sergio Tinoco   | 62' |
| 18 | Centrocampista | Carlo Andrade   | 78' |
| 23 | Centrocampista | Mauro Andrade   | 89' |

| 127 | Defensa        | Julián Zaragoza | 50' |
| 111 | Centrocampista | José Ochoa      | 89' |
| 5   | Defensa        | Víctor Reyes    | 89' |
| 98  | Centrocampista | Jorge Adán      | 89' |

| 65' | Saúl Ramírez | 1:1 |

| 37' · 94' · 109' | Armando León José Ochoa Kevin Loera | 0:1 1:2 1:3 |

| 110' · 117' | Marco Rincón Carlo Andrade |

| 46' · 67' · 99' | Bryan García Emmanuel Quezada Humberto Martínez |

| Principal  | Alan Cristóbal Rodríguez Cancino |
| Asistentes | Ricardo Alberto Esparza Torres   |
|            | Cristián Geovanny Padilla Pique  |
| Cuarto     | Heisel Gerardo Santana Argüelles |

|                    |     |     |
| Tiros              | 11  | 5   |
| Saques de esquina  | 6   | 4   |
| Posesión del balón | 53% | 47% |

| Alineación inicial |

| 35    | POR   | Carlos Fuentes   |     |
| 21    | DEF   | Jesús Méndez     | 89' |
| 29    | DEF   | Jesús Moreno     |     |
| 36    | DEF   | Aran Calderón    |     |
| 5     | MED   | Carlos Rodríguez | 62' |
| 15    | MED   | Guillermo Durán  |     |
| 28    | MED   | Fabricio Lara    | 78' |
| 25    | MED   | Emmanuel Perera  | 42' |
| 11    | DEL   | Marco Rincón     |     |
| 17    | DEL   | Carlos González  |     |
| 9     | DEL   | Saúl Ramírez     |     |
| D. T. | D. T. | David Patiño     |     |

| 125   | POR   | Esteban Lecourtois |     |
| 81    | DEF   | Adrián Vázquez     |     |
| 83    | DEF   | Noé Sánchez        |     |
| 85    | DEF   | Luis Galicia       |     |
| 88    | MED   | José Padilla       | 89' |
| 96    | MED   | Bryan García       | 50' |
| 106   | MED   | Ghandi Manzanares  |     |
| 110   | MED   | Francisco Hurtado  | 89' |
| 141   | MED   | Emmanuel Quezada   |     |
| 91    | DEL   | Armando León       |     |
| 99    | DEL   | Kevin Loera        | 89' |
| D. T. | D. T. | Humberto Martínez  |     |

| 12 | Centrocampista | Simón Rodríguez | 42' |
| 10 | Centrocampista | Sergio Tinoco   | 62' |
| 18 | Centrocampista | Carlo Andrade   | 78' |
| 23 | Centrocampista | Mauro Andrade   | 89' |

| 127 | Defensa        | Julián Zaragoza | 50' |
| 111 | Centrocampista | José Ochoa      | 89' |
| 5   | Defensa        | Víctor Reyes    | 89' |
| 98  | Centrocampista | Jorge Adán      | 89' |

| 65' | Saúl Ramírez | 1:1 |

| 37' · 94' · 109' | Armando León José Ochoa Kevin Loera | 0:1 1:2 1:3 |

| 110' · 117' | Marco Rincón Carlo Andrade |

| 46' · 67' · 99' | Bryan García Emmanuel Quezada Humberto Martínez |

| Principal  | Alan Cristóbal Rodríguez Cancino |
| Asistentes | Ricardo Alberto Esparza Torres   |
|            | Cristián Geovanny Padilla Pique  |
| Cuarto     | Heisel Gerardo Santana Argüelles |

|                    |     |     |
| Tiros              | 11  | 5   |
| Saques de esquina  | 6   | 4   |
| Posesión del balón | 53% | 47% |

| Alineación inicial |

| 35    | POR   | Carlos Fuentes   |     |
| 21    | DEF   | Jesús Méndez     | 89' |
| 29    | DEF   | Jesús Moreno     |     |
| 36    | DEF   | Aran Calderón    |     |
| 5     | MED   | Carlos Rodríguez | 62' |
| 15    | MED   | Guillermo Durán  |     |
| 28    | MED   | Fabricio Lara    | 78' |
| 25    | MED   | Emmanuel Perera  | 42' |
| 11    | DEL   | Marco Rincón     |     |
| 17    | DEL   | Carlos González  |     |
| 9     | DEL   | Saúl Ramírez     |     |
| D. T. | D. T. | David Patiño     |     |

| 125   | POR   | Esteban Lecourtois |     |
| 81    | DEF   | Adrián Vázquez     |     |
| 83    | DEF   | Noé Sánchez        |     |
| 85    | DEF   | Luis Galicia       |     |
| 88    | MED   | José Padilla       | 89' |
| 96    | MED   | Bryan García       | 50' |
| 106   | MED   | Ghandi Manzanares  |     |
| 110   | MED   | Francisco Hurtado  | 89' |
| 141   | MED   | Emmanuel Quezada   |     |
| 91    | DEL   | Armando León       |     |
| 99    | DEL   | Kevin Loera        | 89' |
| D. T. | D. T. | Humberto Martínez  |     |

| 12 | Centrocampista | Simón Rodríguez | 42' |
| 10 | Centrocampista | Sergio Tinoco   | 62' |
| 18 | Centrocampista | Carlo Andrade   | 78' |
| 23 | Centrocampista | Mauro Andrade   | 89' |

| 127 | Defensa        | Julián Zaragoza | 50' |
| 111 | Centrocampista | José Ochoa      | 89' |
| 5   | Defensa        | Víctor Reyes    | 89' |
| 98  | Centrocampista | Jorge Adán      | 89' |

| 65' | Saúl Ramírez | 1:1 |

| 37' · 94' · 109' | Armando León José Ochoa Kevin Loera | 0:1 1:2 1:3 |

| 110' · 117' | Marco Rincón Carlo Andrade |

| 46' · 67' · 99' | Bryan García Emmanuel Quezada Humberto Martínez |

| Principal  | Alan Cristóbal Rodríguez Cancino |
| Asistentes | Ricardo Alberto Esparza Torres   |
|            | Cristián Geovanny Padilla Pique  |
| Cuarto     | Heisel Gerardo Santana Argüelles |

|                    |     |     |
| Tiros              | 11  | 5   |
| Saques de esquina  | 6   | 4   |
| Posesión del balón | 53% | 47% |

| Alineación inicial |

| 35    | POR   | Carlos Fuentes   |     |
| 21    | DEF   | Jesús Méndez     | 89' |
| 29    | DEF   | Jesús Moreno     |     |
| 36    | DEF   | Aran Calderón    |     |
| 5     | MED   | Carlos Rodríguez | 62' |
| 15    | MED   | Guillermo Durán  |     |
| 28    | MED   | Fabricio Lara    | 78' |
| 25    | MED   | Emmanuel Perera  | 42' |
| 11    | DEL   | Marco Rincón     |     |
| 17    | DEL   | Carlos González  |     |
| 9     | DEL   | Saúl Ramírez     |     |
| D. T. | D. T. | David Patiño     |     |

| 125   | POR   | Esteban Lecourtois |     |
| 81    | DEF   | Adrián Vázquez     |     |
| 83    | DEF   | Noé Sánchez        |     |
| 85    | DEF   | Luis Galicia       |     |
| 88    | MED   | José Padilla       | 89' |
| 96    | MED   | Bryan García       | 50' |
| 106   | MED   | Ghandi Manzanares  |     |
| 110   | MED   | Francisco Hurtado  | 89' |
| 141   | MED   | Emmanuel Quezada   |     |
| 91    | DEL   | Armando León       |     |
| 99    | DEL   | Kevin Loera        | 89' |
| D. T. | D. T. | Humberto Martínez  |     |

| 12 | Centrocampista | Simón Rodríguez | 42' |
| 10 | Centrocampista | Sergio Tinoco   | 62' |
| 18 | Centrocampista | Carlo Andrade   | 78' |
| 23 | Centrocampista | Mauro Andrade   | 89' |

| 127 | Defensa        | Julián Zaragoza | 50' |
| 111 | Centrocampista | José Ochoa      | 89' |
| 5   | Defensa        | Víctor Reyes    | 89' |
| 98  | Centrocampista | Jorge Adán      | 89' |

| 65' | Saúl Ramírez | 1:1 |

| 37' · 94' · 109' | Armando León José Ochoa Kevin Loera | 0:1 1:2 1:3 |

| 110' · 117' | Marco Rincón Carlo Andrade |

| 46' · 67' · 99' | Bryan García Emmanuel Quezada Humberto Martínez |

| Principal  | Alan Cristóbal Rodríguez Cancino |
| Asistentes | Ricardo Alberto Esparza Torres   |
|            | Cristián Geovanny Padilla Pique  |
| Cuarto     | Heisel Gerardo Santana Argüelles |

|                    |     |     |
| Tiros              | 11  | 5   |
| Saques de esquina  | 6   | 4   |
| Posesión del balón | 53% | 47% |

| Alineación inicial |

| Campeón Clausura 2023 |
| --------------------- |
|                       |
| Alebrijes "B"         |
| 1º Título             |

## Tabla de Cocientes
- La tabla de cocientes es el mecanismo utilizado para determinar el orden en la celebración de los partidos por el ascenso de categoría, y en algunas ocasiones para determinar los enfrentamientos en la liguilla.[5] Además, es la herramienta establecida para definir los descensos de categoría cuando estos se encuentran estipulados para la temporada.[6]

- Datos según la página oficial[3]

 Fecha de actualización: 19 de marzo de 2023
| Posición | Equipo               | Puntos | Juegos | Cociente | Diferencia |
| -------- | -------------------- | ------ | ------ | -------- | ---------- |
| 1        | Calor                | 42     | 20     | 2.100    | 20         |
| 2        | Alebrijes "B"        | 40     | 20     | 2.000    | 19         |
| 3        | Pioneros de Cancún   | 38     | 20     | 1.900    | 17         |
| 4        | T'hó Mayas           | 38     | 20     | 1.900    | 14         |
| 5        | Mazorqueros          | 38     | 20     | 1.900    | 9          |
| 6        | C.D. Chilpancingo    | 34     | 20     | 1.700    | 5          |
| 7        | Zitácuaro            | 28     | 20     | 1.400    | 4          |
| 8        | Huracanes Izcalli    | 26     | 20     | 1.300    | -3         |
| 9        | Cañoneros            | 17     | 20     | 0.850    | -24        |
| 10       | Ciervos F.C.         | 12     | 20     | 0.600    | -31        |
| 11       | Atlético Angelópolis | 10     | 20     | 0.500    | -36        |

## Máximos Goleadores
- Datos según la página oficial de la competición.

 Fecha de actualización: 19 de marzo de 2023
| Pos. | Jugador               | Equipo               | Goles | Minutos | Frec.       |
| ---- | --------------------- | -------------------- | ----- | ------- | ----------- |
| 1º   | José Saúl Ramírez     | T'hó Mayas F.C.      | 11    | 900     | 81.82 min.  |
| 2º   | Daniel Axel Rodríguez | Huracanes Izcalli    | 10    | 890     | 89 min.     |
| 3º   | Jorge Salvatierra     | Ciervos F.C.         | 7     | 899     | 128.43 min. |
| 4º   | Víctor Rico           | C.D.F. Zitácuaro     | 6     | 864     | 144 min.    |
| =    | Alexis Alejandre      | Atlético Angelópolis | 6     | 664     | 166 min.    |
| 6º   | Ángel Crespo          | Club Calor           | 5     | 763     | 152.6 min.  |
| 7º   | Willian Terrones      | Ciervos F.C.         | 4     | 695     | 173.75 min. |
| =    | Robinson García       | Club Calor           | 4     | 680     | 170 min.    |
| =    | Kevin Loera           | Alebrijes "B"        | 4     | 580     | 145 min.    |
| 10º  | Jesús Acatitlán       | C.D. Chilpancingo    | 3     | 671     | 223.67 min. |
| =    | Armando León          | Alebrijes "B"        | 3     | 507     | 169 min.    |
| =    | Osvaldo Nava          | C.D. Chilpancingo    | 3     | 809     | 269.67 min. |
| =    | Antonio López         | Pioneros de Cancún   | 3     | 491     | 163.67 min. |
| =    | Yaír Espín            | Mazorqueros F.C.     | 3     | 656     | 218.67 min. |
| =    | Juan José Gámez       | Club Calor           | 3     | 617     | 205.67 min. |
| =    | Óscar García          | Mazorqueros F.C.     | 3     | 607     | 202.33 min. |
| =    | Ernesto Reyes         | C.D. Chilpancingo    | 3     | 840     | 280 min.    |
| =    | Guillermo Durán       | T'hó Mayas F.C.      | 3     | 551     | 183.67 min. |

## Asistencia
El listado excluye los partidos que fueron disputados a puerta cerrada.
 Fecha de actualización: 19 de marzo de 2023
| 1       | 1,100 | 220 | C.D. Chilpancingo vs Pioneros de Cancún (700)                                     | Huracanes Izcalli vs Mazorqueros F.C. Atlético Angelópolis vs T'hó Mayas F.C. (50)                                                              |
| 2       | 1,000 | 200 | Mazorqueros F.C. vs Atlético Angelópolis (500)                                    | T'hó Mayas F.C. vs Ciervos F.C. Alebrijes "B" vs Cañoneros F.C. Zitácuaro vs C.D. Chilpancingo (100)                                            |
| 3       | 1040  | 260 | Mazorqueros F.C. vs T'hó Mayas F.C. (500)                                         | Huracanes Izcalli vs C.D.F. Zitácuaro (40) |
| 4       | 750   | 150 | Ciervos F.C. vs Cañoneros F.C. Pioneros de Cancún vs Mazorqueros F.C. (200)       | T'hó Mayas F.C. vs Club Calor Alebrijes "B" vs Huracanes Izcalli (100)                                                                          |
| 5       | 750   | 150 | C.D. Chilpancingo vs Ciervos F.C. (400)                                           | Atlético Angelópolis vs Alebrijes "B" Cañoneros F.C. vs Club Calor (50)                                                                         |
| 6       | 800   | 160 | Club Calor vs C.D. Chilpancingo (300)                                             | Ciervos F.C. vs Huracanes Izcalli (50) |
| 7       | 1,130 | 226 | C.D. Chilpancingo vs Cañoneros F.C. (700)                                         | C.D.F. Zitácuaro vs T'hó Mayas F.C. (80) |
| 8       | 600   | 120 | T'hó Mayas F.C. vs C.D. Chilpancingo (200)                                        | Cañoneros F.C. vs Huracanes Izcalli Ciervos F.C. vs Mazorqueros F.C. Alebrijes "B" vs C.D.F. Zitácuaro Club Calor vs Atlético Angelópolis (100) |
| 9       | 930   | 186 | Pioneros de Cancún vs Ciervos F.C. (500)                                          | Atlético Angelópolis vs Cañoneros F.C. (30) |
| 10      | 850   | 170 | C.D. Chilpancingo vs Atlético Angelópolis (350)                                   | Cañoneros F.C. vs Mazorqueros F.C. Huracanes Izcalli vs Alebrijes "B" Ciervos F.C. vs C.D.F. Zitácuaro (100)                                    |
| 11      | 730   | 146 | Mazorqueros F.C. vs C.D. Chilpancingo Pioneros de Cancún vs Cañoneros F.C. (200)  | Atlético Angelópolis vs Huracanes Izcalli (30)                                                                                                  |
| Totales | 9,680 | 179 | C.D. Chilpancingo vs Pioneros de Cancún C.D. Chilpancingo vs Cañoneros F.C. (700) | Atlético Angelópolis vs Cañoneros F.C. Atlético Angelópolis vs Huracanes Izcalli (30)                                                           |